# مقبرة أبطال كاليباتا

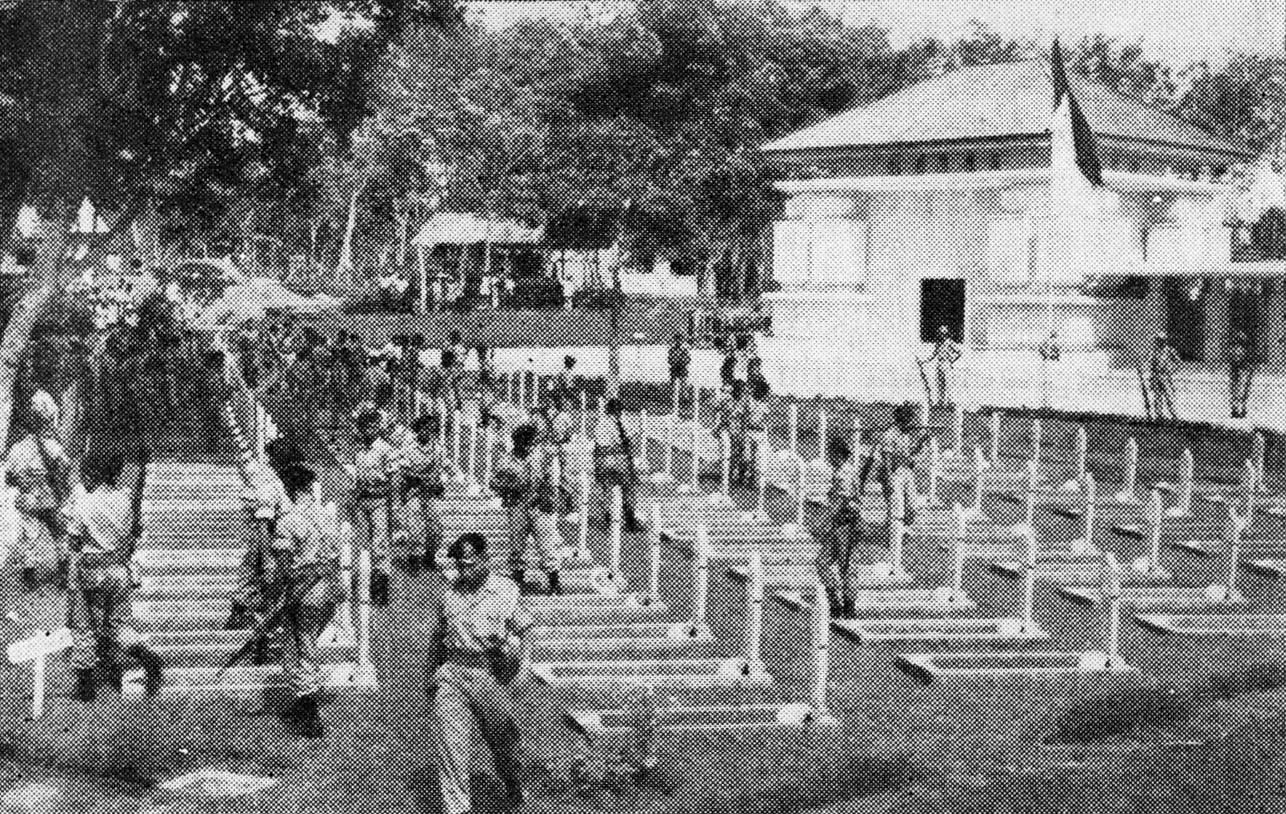

مقبرة أبطال كاليباتا هي مقبرة تقع في كاليباتا بانكوران جنوب جاكرتا، تعد المقبرة مقبرة عسكرية في إندونيسيا. تم بناؤها في عام 1953 وافتتحت في 10 نوفمبر 1954، حيث تم الدفن الأول في ذلك اليوم. وزير الخارجية الإندونيسي الأسبق سليم آغوس الذي توفي قبل ستة أيام من الافتتاج، كان أول جثة كاملة مدفونة في المقبرة. كما تم نقل 121 جثة من مقبرة الأبطال في أنكول إلى مقبرة كاليباتا.
تم دفن أكثر من 7.000 شخص من الضحايا العسكريين والمحاربين القدماء من حرب الاستقلال الإندونيسية في هذه المقبرة. وهذا يشمل العديد من قدامى المحاربين اليابانيين في الجيش الإمبراطوري الياباني الذين بقوا في المستعمرة الهولندية بعد الحرب العالمية الثانية بإرادتهم الحرة وحاربوا من أجل الاستقلال الإندونيسي الذين دفنوا هناك أيضًا.
يمكن زيارة المقبرة بسهولة. تم تصميم الموقع بشكل جيد وصيانته بدقة. المقبرة مفتوحة للجمهور مع دخول مجاني وتفتح من 06:00 إلى 18:00 بالتوقيت المحلي يوميًا.

## اليابانيين
كان في إندونيسيا ما يصل إلى 3.000 متطوع ياباني حاربوا ضد الهولنديين. توفي منهم حوالي 1.000 من المحاربييم، وعاد 1.000 مقاتل إلى اليابان بعد استقلال إندونيسيا، وبقي 1.000 وتم تجنيسهم في إندونيسيا. زار رئيس الوزراء الياباني جونيتشيرو كويزومي المقبرة والجنود اليابانيين في 13 يناير 2002، كما زار رئيس الوزراء الياباني شينزو آبي المقبرة في 21 أغسطس 2007. وزاراها الأمير الياباني أكيشينو والأميرة أكيشينو يوم 19 يناير 2008.